# Charte démocratique interaméricaine
Lire en ligne

« Charte démocratique interaméricaine »

La Charte démocratique interaméricaine a été adoptée le 11 septembre 2001 par une session extraordinaire de l'Assemblée générale de l'Organisation des États américains (OÉA), tenue à Lima, au Pérou. Il s’agit d’un instrument interaméricain dont l’objectif principal est de renforcer et de maintenir les institutions démocratiques dans les nations du contient américain. La Charte, qui est juridiquement contraignante pour les 34 États membres actuels de l’OÉA, énonce ce que requiert la démocratie et précise comment elle doit être défendue lorsqu’elle se trouve menacée.

## Contexte
À partir des années 1980, et surtout après la guerre froide, alors que l’intérêt international pour une action multilatérale en faveur des droits humains et de la démocratie a donné lieu à plusieurs traités des Nations unies ou sous l'égide d’autres organisations intergouvernementales régionales. L’Organisation des États américains a organisé une série de conférences diplomatiques sur la question de la démocratie. La démocratie est l’un des principes fondamentaux de l’OÉA et elle a été inscrite dans sa Charte dès le début. En 1985, le Protocole de Carthagène des Indes a renforcé la lettre originale de la Charte sur la démocratie en disposant que « la démocratie représentative est une condition indispensable à la stabilité, à la paix et au développement de la région » et que « La solidarité des États américains et les buts élevés qu'ils poursuivent exigent de ces États une organisation politique basée sur le fonctionnement effectif de la démocratie représentative ». Toutefois, la Charte exhorte également l’organisation à promouvoir la démocratie « dans le respect du principe de non-intervention » et ne prévoit aucun mécanisme d’action collective entre les États pour défendre la démocratie.
Le programme Amériques du Centre Carter a conseillé l'Organisation des États américains sur l'élaboration du document. La session extraordinaire de l'Assemblée générale à Lima au cours de laquelle la Charte démocratique a été adoptée a été la raison pour laquelle le secrétaire d'État américain Colin Powell était absent de son pays lors des attentats terroristes d'Al-Qaïda du 11 septembre 2001 ; il a écourté sa participation à la réunion et a quitté Lima pour Washington D.C., peu après midi. 

## Dispositions
L’article 1er définit l'objet et l’objectif de la Charte :
« Les peuples des Amériques ont droit à la démocratie et leurs gouvernements ont pour obligation de la promouvoir et de la défendre. La démocratie est essentielle au développement social, politique et économique des peuples des Amériques.»
Le titre IV établit la manière dont l'Organisation doit réagir à une « interruption inconstitutionnelle de l’ordre démocratique ou l’altération de l’ordre constitutionnel qui menace sérieusement l’ordre démocratique dans un État membre ». L'article 19 dispose qu'une telle interruption ou altération constitue « un obstacle insurmontable à la participation de son Gouvernement aux sessions de l’Assemblée générale, de la Réunion de consultation des ministres des relations extérieures, des conseils de l’Organisation et des conférences spécialisées, commissions, groupes de travail et autres organes de l’OÉA ». Par conséquent, l'article 20 prévoit qu'à la suite d'une telle rupture du régime constitutionnel d'un État membre, tout autre État membre ou le Secrétaire général peut demander la convocation immédiate du Conseil permanent de l'Organisation pour procéder à une évaluation collective de la situation et prendre les décisions qu'il juge appropriées. Si les efforts diplomatiques du Conseil permanent ne parviennent pas à rétablir l’ordre constitutionnel, ou si la situation est jugée particulièrement urgente, une session extraordinaire de l’Assemblée générale peut être convoquée pour traiter de la situation. Cette session extraordinaire peut alors décider, par un vote des deux tiers des États membres, de suspendre l’adhésion de l’État en cause.
Une fois la situation ayant conduit à la suspension résolue, le membre suspendu peut être réintégré par un vote des deux tiers de l’Assemblée générale.
La Charte contient des dispositions supplémentaires traitant des mesures à adopter par les États membres pour promouvoir une culture de la démocratie dans leur pays, et elle établit un cadre pour la conduite des missions d'observation électorale de l'OÉA dans les États membres.

## Applications

### Venezuela en 2002
La Charte démocratique interaméricaine a été formellement invoquée pour la première fois en avril 2002 à l'occasion de la tentative de coup d'État au Venezuela qui a temporairement destitué le président Hugo Chávez le 11 avril. Les chefs d'État de 19 pays du Groupe de Rio se réunissaient en sommet à San José, au Costa Rica, lorsque la nouvelle du coup d'État a éclaté et ont pu publier une déclaration commune le 12 avril condamnant la tentative de prise de pouvoir et appelant à la tenue d'une session extraordinaire de l'Assemblée générale. L'un des dirigeants qui a immédiatement appelé à une session extraordinaire était le président mexicain Vicente Fox , qui n'était lui-même pas un partisan de la politique de Chávez et qui, trois ans plus tard, rappellerait l'ambassadeur de son pays à Caracas après que Chávez eut qualifié son homologue mexicain de « chiot de l'Empire ». Il s’est avéré que Chávez a été reconduit au pouvoir avant que de nouvelles mesures puissent être prises pour convoquer l’Assemblée générale.

### Honduras en 2009
La Charte démocratique interaméricaine n’a plus été invoquée jusqu’au coup d’État au Honduras en juin 2009. Le président américain Barack Obama a fait référence à la Charte dans sa déclaration concernant le coup d’État. Obama a déclaré qu’il pensait que le coup d’État était une violation de la Charte.

### Venezuela en 2014
À l'occasion du premier mois de manifestations et de troubles politiques au Venezuela, le secrétaire d'État américain John Kerry a déclaré lors d'une audition devant la Chambre des représentants que les États-Unis étaient prêts à invoquer la Charte démocratique contre le Venezuela si nécessaire. 

### Venezuela en 2016
Le 19 mai, l'Assemblée nationale du Venezuela a demandé officiellement au secrétaire général de l'Organisation des États américains, Luis Almagro, d'appliquer la Charte démocratique interaméricaine au vu de la situation économique et politique du pays, notamment de la crise économique, du contrôle exercé par le président Maduro sur les pouvoirs judiciaire et électoral, du décret d'« état d'exception et d'urgence économique » adopté sans l'approbation du Parlement et des menaces proférées par le président Maduro à l'encontre l'Assemblée nationale et d'empêcher un référendum révocatoire proposé par l'opposition. Le 31 mai, malgré de nombreuses critiques de la part des pays de gauche, Almagro a convoqué une réunion d'urgence qui aurait pu potentiellement aboutir à l'expulsion du Venezuela de l'OÉA.

### Pérou en 2023
En raison des préoccupations concernant la consolidation du pouvoir des institutions du Pérou par le Congrès du Pérou en ce qui concerne la restructuration du Conseil national de la justice (Junta naciónal de justicia, JNJ), le Centre pour la justice et le droit international (CJDI), la Fondation Due Process of Law, la Fondation Construir, la Fondation pour la justice et l'État démocratique (FJED), Human Rights Watch, la Commission internationale de juristes, l'Observatoire des droits et de la justice (ODJ), Robert F. Kennedy Human Rights et le Bureau de Washington pour l'Amérique latine ont exigé l'application de la Charte démocratique interaméricaine,.